# Classe Voda
Le unità della classe Voda sono navi cisterna di piccole dimensioni progettate per svolgere missioni di trasporto di acqua. La classificazione russa è MVT.

## Tecnica e servizio
In generale, le navi di questo tipo sono equipaggiate con apparati di distillazione, in modo da poter rifornire di acqua potabile (o comunque desalinizzata) le unità della flotta, sia di superficie sia sottomarine. In caso di bisogno, possono svolgere anche compiti di trasporto. Non imbarcavano armamento.
Complessivamente, ne sono state costruite 14 presso il cantiere di Vyborg, tutte entrate in servizio negli anni cinquanta.
- Abakan
- Sura
- MVT-6
- MVT-9
- MVT-10
- MVT-16
- MVT-17
- MVT-18
- MVT-20
- MVT-21
- MVT-24
- MVT-134
- MVT-138
- MVT-428

Oggi risultano tutte radiate.